# گوش‌دریایی

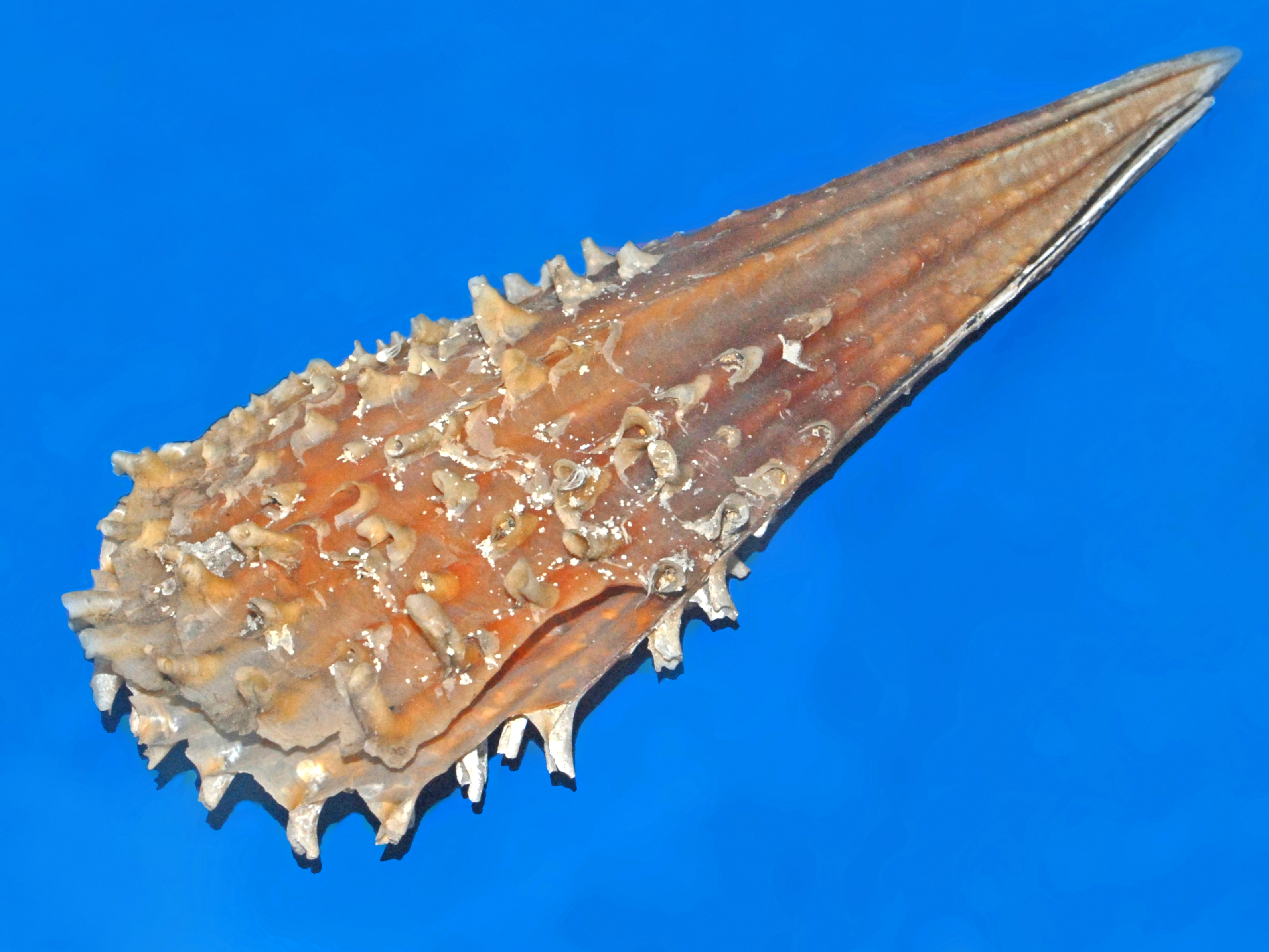
گوش‌دریایی شمشیر چوبی

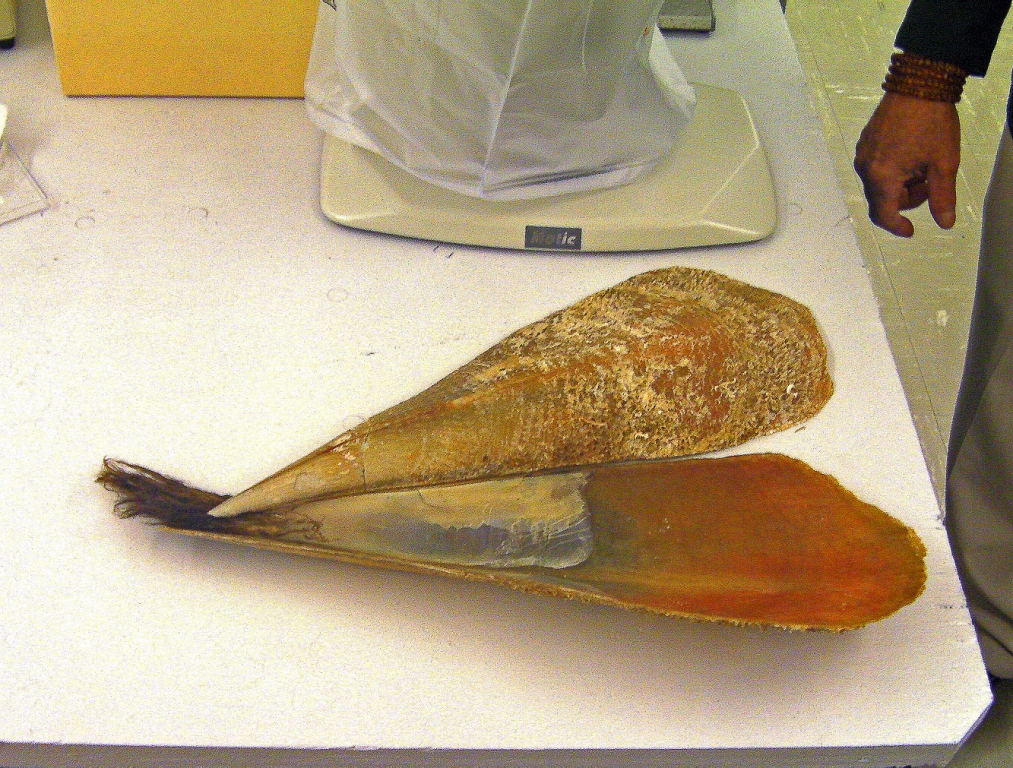
گوش‌دریایی نجیب و رشته‌های بیسوس

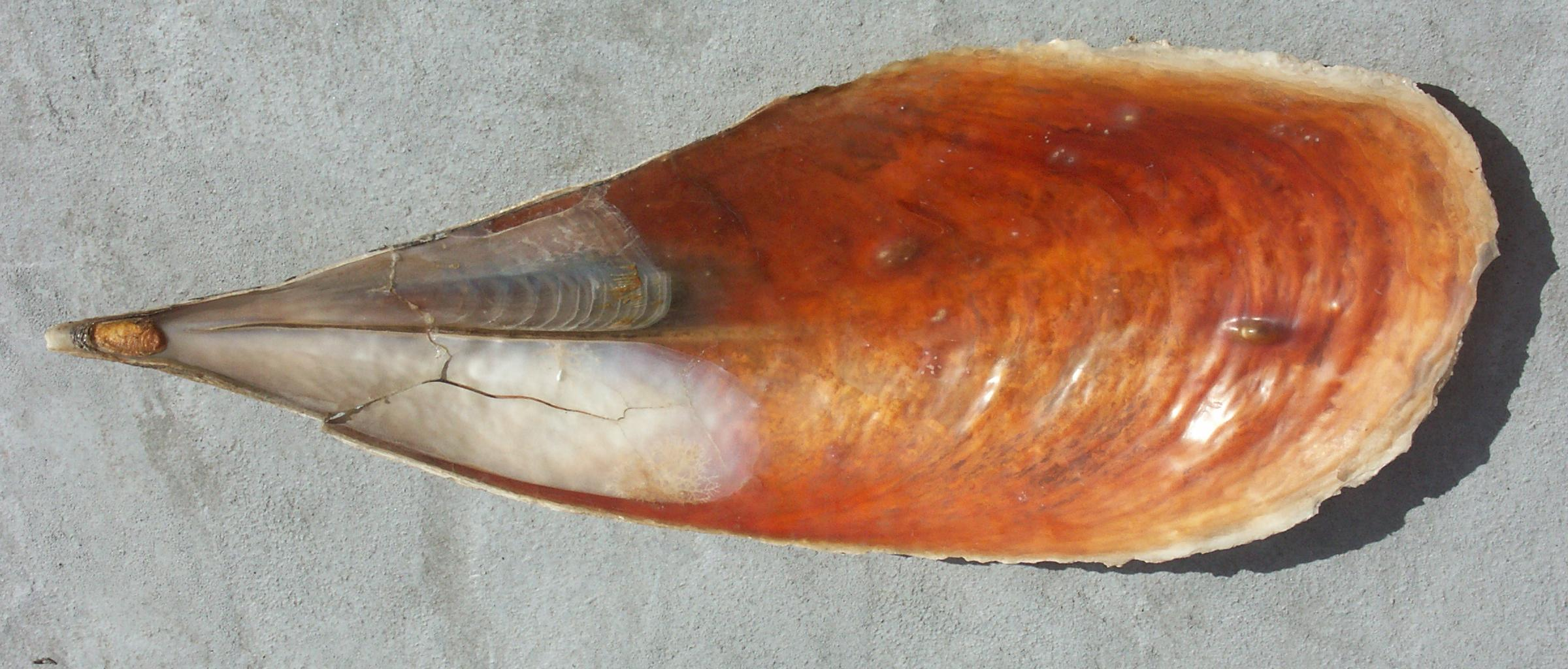
پوسته

گوش‌دریایی (نام علمی: Pinna)، یا پوسته قلم از جنس نرم‌تنان دوکفه‌ای متعلق به خانواده صدف‌های قلمی است. گونه شاخص این جنس گوش‌دریایی شمشیرچوبی (Pinna rudis) است. کاملترین گونه مورد مطالعه در جنس گوش‌دریایی نجیب (Pinna nobilis) است، یک پوسته قلم مدیترانه‌ای که از لحاظ تاریخی به‌عنوان منبع اصلی ابریشم دریایی مهم بوده است.

## شرح
طول این پوسته‌های قلم می‌تواند به حدود ۹۰–۸۰ سانتی‌متر برسد. آنها با پوسته‌های نازک، کشیده، گوه شکل و تقریباً مثلثی با لبه‌های بلند و بدون دندان مشخص می‌شوند. سطح پوسته‌ها دنده‌های شعاعی را در تمام طول آنها نشان می‌دهد.
گوش‌دریایی از جنس خواهر و برادر خود آترینا «Atrina» با وجود یک شیار که قسمت ناحیه‌ای مادرمروارید را تقسیم می‌کند و موقعیت زخم عظلات محرک (Adductor muscles) در قسمت پشتی پوسته‌ها متمایز می‌شود. این دوکفه‌ها معمولاً در ته دریا ایستاده‌اند و توسط توری از رشته‌های بیسوس لنگر انداخته و زندگی می‌کنند.

## توزیع
گونه‌های جنس گوش‌دریایی از نظر جغرافیایی گسترده هستند. این جنس بسیار قدیمی است و به دوره کربنیفر بازمی‌گردد. به‌ویژه در فسیل‌های ژوراسیک و کرتاسه نشان داده شده است.

## گونه‌ها
طبق ثبت جهانی گونه‌های دریایی، گونه‌های جنس گوش‌دریایی عبارتند از:
- Pinna angustana ژان-بتیست لامارک،  1819
- Pinna atrata Clessin, 1891
- Pinna atropurpurea Sowerby, 1825
- Pinna attenuata Reeve, 1858
- Pinna bichi Thach, 2016
- Pinna bicolor یوهان فریدریش گملین،  1791
- Pinna bullata یوهان فریدریش گملین،  1791
- Pinna carnea یوهان فریدریش گملین،  1791
- Pinna cellophana Matsukuma & Okutani, 1986
- Pinna deltodes Menke, 1843
- Pinna distans Hutton, 1873 †
- Pinna dolabrata ژان-بتیست لامارک،  1819
- Pinna electrina Reeve, 1858
- Pinna epica Jousseaume, 1894
- Pinna exquisita Dall, Bartsch & Rehder, 1938
- Pinna fimbriatula Reeve, 1859
- Pinna incurva یوهان فریدریش گملین،  1791
- Pinna inflata Röding, 1798
- Pinna lata Hutton, 1873 †
- Pinna linguafelis (Habe, 1953)
- Pinna lubrica Lightfoot, 1786
- Pinna madida Reeve, 1858
- Pinna marginata ژان-بتیست لامارک،  1819
- Pinna menkei Reeve, 1858
- Pinna minax Hanley, 1858
- Pinna muricata کارل لینه،  1758
- Pinna nebulosa Lightfoot, 1786
- Pinna nigricans Lightfoot, 1786
- گوش‌دریایی نجیب کارل لینه،  1758 -- Grande nacre
- Pinna papyracea یوهان فریدریش گملین،  1791
- Pinna plicata Hutton, 1873 †
- Pinna rapanui Araya & Osorio, 2016
- Pinna rollei Clessin, 1891
- Pinna rostellum Hanley, 1858
- Pinna rotundata کارل لینه،  1758
- Pinna rudis کارل لینه،  1758
- Pinna rugosa Sowerby, 1835
- Pinna sanguinea یوهان فریدریش گملین،  1791
- Pinna sanguinolenta Reeve, 1858
- Pinna squamosissima Philippi, 1849
- Pinna strangei Reeve, 1858
- Pinna striata Röding, 1798
- Pinna stutchburii Reeve, 1859
- Pinna subviridis Reeve, 1858
- Pinna tasmanica Tenison-Woods, 1876
- Pinna tenera Lightfoot, 1786
- Pinna trigonalis Pease, 1861
- Pinna trigonium Dunker, 1852
- Pinna truncata Philippi, 1844
- Pinna tuberculosa Sowerby, 1835
- Pinna varicosa ژان-بتیست لامارک،  1819
- Pinna vespertina Reeve, 1858
- Pinna vexillum Born, 1778
- Pinna violacea Röding, 1798
- Pinna virgata Menke, 1843
- Pinna vitrea یوهان فریدریش گملین،  1791
- Pinna vulgaris Roissy, 1804
- Pinna wayae Schultz & M. Huber, 2013
- Pinna whitechurchi Turton, 1932
- Pinna zebuensis Reeve, 1858
- Pinna zelandica Gray, 1835